# OpenSMTPD
OpenSMTPD (OpenBSD Simple Mail Transfer Protocol Daemon) est un serveur de messagerie électronique et un logiciel libre publié sous licence ISC.

## Historique
Le développement d'OpenSMTPD a commencé fin 2008. Il est apparu pour la première fois dans OpenBSD 4.6. À partir d'OpenBSD 5.3, il est considéré comme assez stable pour être utilisé en production.